# Boruns
Boruns eram os povos indígenas que habitavam o vale do rio Doce (por eles chamado de Watu) e de seu afluente, o Rio Piracicaba, na região onde hoje se localizam municípios como Ipatinga, Timóteo, Jaguaraçu, Marliéria e Antônio Dias.[carece de fontes?]
Tais grupos indígenas eram denominados pejorativamente pelos portugueses de botocudos, tendo sido incluídos dentro da família macro-jê.